# 宮本晴代
宮本 晴代（みやもと はるよ、1983年2月16日 - ）は、日本のジャーナリスト、TBSテレビ報道局の記者。

## 経歴
アメリカ・カリフォルニア州生まれ。高校時代に国際ロータリー青少年交換学生としてハンガリーに留学。上智大学外国語学部ドイツ語学科卒業。
2005年TBSテレビ入社。入社後、一貫して報道局。社会部では警視庁、文科省を担当。「報道特集」ディレクター時代は日本人遺骨問題を中心に北朝鮮取材を重ねる。「news23」ディレクターとして米国でトランプ大統領誕生の瞬間に立ち合う。2017年から2021年、TBSテレビニューヨーク支局特派員。ニューヨーク支局特派員時代は、国連取材を担当しながら、トランプ大統領とその支持者を追う。2021年に帰国後、政治部与党（自民党・公明党）キャップを務めたのち、外務省を担当。2023年からnews23ジャーナリスト。news23公式サイトの紹介文には「社会部・警視庁担当、政治部・与党キャップ、外務省担当キャップを歴任。NY支局特派員時代は国連を取材しながら、トランプ大統領とその支持者を追う。北朝鮮渡航取材は10回を超えるなど国際ニュースの経験豊富。同年5月に「ゼレンスキー大統領が来日へ」をスクープ」とある。